# Prediktivní analýza
Prediktivní analýza představuje soubor technologií business intelligence (BI), které odhalují vztahy a vzory ve velkých objemech dat. Na rozdíl od jiných BI technologií je prediktivní analýza orientována do budoucnosti a využívá minulé události k předvídání budoucnosti. Přesnost a použitelnost výsledků značně závisí na úrovni analýzy dat a kvalitě předpokladů.

## Historie
Kořeny prediktivní analýzy sahají do 60. let 20. století, kdy se začaly využívat první počítačové systémy pro analýzu dat. Významný rozvoj nastal v 90. letech s rozvojem data miningu a později s nástupem big data a strojového učení ve 21. století. S postupem času se technologie zdokonalovala především díky rostoucí výpočetní síle počítačů a dostupnosti většího množství dat.

## Metodologie a techniky
Základním stavebním kamenem prediktivní analýzy je proces zahrnující sběr relevantních historických dat, jejich přípravu a čištění, následnou statistickou analýzu a vytváření prediktivních modelů. Po nasazení modelů do produkčního prostředí je nezbytné průběžně monitorovat jejich přesnost a provádět potřebné aktualizace.
V oblasti regresní analýzy se využívá především lineární regrese, která pracuje se strukturovanými daty a minulými hodnotami proměnných pro tvorbu předpovědí. Důležitou součástí je konstrukce regresní přímky pomocí statistického programu a analýza chybové složky regrese.
Časové řady představují další významnou techniku, kde se uplatňuje zejména metoda ARIMA (Autoregresní integrovaný klouzavý průměr), exponenciální vyhlazování a různé typy klouzavých průměrů. Tyto metody jsou zvláště účinné při analyzování dat s časovou souvislostí.
Strojové učení přináší do prediktivní analýzy pokročilé algoritmy jako neuronové sítě, rozhodovací stromy či gradient boosting, které dokáží odhalit komplexní vzory v datech.

## Praktické využití
V podnikání a financích nachází prediktivní analýza široké uplatnění při řízení rizik, detekci podvodů, predikci poptávky a optimalizaci cen. Významnou roli hraje také v oblasti marketingu, kde pomáhá vytvářet personalizované nabídky pro zákazníky a zvyšovat efektivitu kampaní.
Pojišťovnictví a úvěrový sektor využívají prediktivní analýzu pro upisování rizik, hodnocení pravděpodobnosti defaultu nebo bankrotu a stanovení optimálního pojistného. V oblasti sociálních služeb pomáhá identifikovat vysoce rizikové případy a předcházet zneužívání dětí.
Právní oblast těží z prediktivní analýzy při odhadování výsledků soudních rozhodnutí a jako asistenční nástroj pro právní profese. Ve zdravotnictví se uplatňuje při predikci průběhu nemocí a optimalizaci využití zdrojů.
Specifickou oblastí je audit, kde se prediktivní analýza používá pro analytické přezkoumání a stanovení podmíněných očekávání. Pomáhá také při analýze materiality účetních položek a identifikaci potenciálních nesrovnalostí.

## Výhody a omezení
Prediktivní analýza přináší organizacím významné výhody v podobě lepšího rozhodování založeného na datech, snížení rizik a optimalizace procesů. Umožňuje dosahovat úspor nákladů a získávat konkurenční výhodu. Zvláště cenná je schopnost personalizovat nabídky pro zákazníky a zvyšovat efektivitu marketingových aktivit.
Mezi hlavní omezení patří závislost na kvalitě a dostupnosti dat, technická náročnost implementace a nutnost řešit etické aspekty a ochranu soukromí. Důležitým faktorem je také správná interpretace výsledků a potřeba pravidelné aktualizace modelů v reakci na měnící se podmínky.